# Pedro Santacilia
Pedro Santacilia Palacios (1834-1910) escritor, periodista y poeta liberal cubano nacido en Santiago de Cuba. Entre muchos escritos destacan sus "Lecciones Orales de Historia de Cuba", tomadas de sus conferencias impartidas en Nueva Orleans.  Por sus ideas liberales en favor de la independencia de Cuba respecto de España fue encarcelado y luego exiliado. En Nueva Orleans conoció a Benito Juárez con el que entabló amistad. Luego se radicó en México y se casó con la hija mayor de Juárez, Manuela Juárez Maza. 
Durante la época de la invasión francesa en México, Santacilia tuvo la encomienda de Juárez de cuidar de Margarita Maza y de sus hijos (su suegra y cuñados) durante el tiempo que estuvieron en Nueva York. También se encargaba de buscar armas en Norteamérica para la causa republicana en México, tarea difícil pues Estados Unidos estaba entonces en plena guerra civil. De 1862 a 1863 colaboró para el periódico satírico La Chinaca.
Luego de que Juárez salió avante de la invasión francesa, se incorporó al gobierno mexicano y consiguió que Juárez reconociera el derecho del pueblo cubano a la beligerancia, es decir, a luchar por su independencia. Fue un apoyo fundamental para Juárez y para la causa de La Reforma en México.
Sus restos reposan junto a los de su esposa en un mausoleo en el Panteón Francés de la Ciudad de México, lugar donde murió el 10 de marzo de 1910 (otras fuentes señalan el día 2 de marzo).
Un fragmento poético: 
¡Adiós, pueblo mío! --la voz iracunda
que parta me ordena destino feroz
el llanto por eso mis ojos inunda
que es triste a la Patria mandar un ¡adiós!

Si quiere el destino que lejos sucumba
del suelo dorado que vida me dio
mi voz postrimera; la voz de la tumba
en alas del viento te ira con mi ¡adiós!